# 12 Monos (serie de televisión)
Para la película de 1995, véase Doce Monos (película).
12 Monos (12 Monkeys, en inglés) es una serie de televisión estadounidense de Syfy, de ciencia ficción y drama, creada por Terry Matalas y Travis Fickett y basada en la película de 1995 del mismo título Doce monos, dirigido por Terry Gilliam, quien se basó en el cortometraje de 1962 La Jetée, de Chris Marker. La serie se estrenó el 16 de enero de 2015. El 12 de marzo de 2015 se renovó para una segunda temporada que comenzó el 18 de abril de 2016. El 29 de junio de 2016 se renovó para una tercera temporada a estrenarse el 19 de mayo de 2017. En marzo de 2017 se dio a conocer que la serie se renovaría para una cuarta y última temporada que se estrenó en 2018.

## Argumento
El viajero en el tiempo James Cole (Aaron Stanford) viaja del año 2043 al presente para evitar la creación de un virus letal, producido por una enigmática organización conocida como "El ejército de los Doce Monos". Este virus, en la línea temporal original de Cole, fue la causa del fallecimiento del 93.6 % de la población mundial. Cole es ayudado por la brillante viróloga Cassandra Railly (Amanda Schull) y por la genio de las matemáticas con problemas mentales, Jennifer Goines (Emily Hampshire).

## Reparto

### Principal
| Actor           | Personaje            | Temporada  | Temporada | Temporada | Temporada  | Notas |
| Actor           | Personaje            | 1          | 2         | 3         | 4          | Notas |
| --------------- | -------------------- | ---------- | --------- | --------- | ---------- | --- |
| Aaron Stanford  | James Cole           | Principal  | Principal | Principal | Principal  | Viajero en el tiempo que quiere salvar a la especie humana, y redimirse a sí mismo de su problemático pasado. |
| Amanda Schull   | Dr. Cassandra Railly | Principal  | Principal | Principal | Principal  | Brillante viróloga                                                                                            |
| Kirk Acevedo    | José Ramse           | Principal  | Principal | Principal | Recurrente | Mejor amigo de Cole                                                                                           |
| Noah Bean       | Aaron Marker         | Principal  | Invitada  |           |            | Interés amoroso de Cassandra y privilegiado político                                                          |
| Emily Hampshire | Jennifer Goines      | Recurrente | Principal | Principal | Principal  | Hija de Leland Goines y genio matemático que conoce a Cole en el psiquiátrico                                 |
| Barbara Sukowa  | Katarina Jones       | Recurrente | Principal | Principal | Principal  | Creadora y operadora de la máquina para viajar en el tiempo                                                   |
| Todd Stashwick  | Deacon               | Recurrente | Principal | Principal | Principal  | Líder de los "West 7", un grupo de supervivientes                                                             |

### Recurrente
| Actor              | Personaje                 | Temporada  | Temporada  | Temporada  | Temporada  | Notas |
| Actor              | Personaje                 | 1          | 2          | 3          | 4          | Notas |
| ------------------ | ------------------------- | ---------- | ---------- | ---------- | ---------- | --- |
| Tom Noonan         | El hombre pálido          | Recurrente | Recurrente | Recurrente | Recurrente | Villano que es la cara del Ejército de los 12 Monos. |
| Alisen Down        | Olivia Kirschner          | Recurrente | Recurrente | Recurrente | Recurrente | miembro de alto rango del Ejército de los 12 Monos y hermana del "Hombre Pálido". |
| Demore Barnes      | Marcus Whitley            | Recurrente | Recurrente | Recurrente | Recurrente | Uno de los supervivientes del ejército estadounidense. |
| Ramon de Ocampo    | Oliver Peters             | Recurrente | Recurrente |            |            | Científico médico de Markridge. |
| Lyriq Bent         | Doctor Henri Toussaint    | Recurrente |            |            |            | Compañero de Cassandra en Haití (temporada 1). |
| Jeff Clarke        | Jules                     | Recurrente |            |            |            | Jefe de Cassandra en el CDC "Centro para el Control y Prevención de Enfermedades". |
| Romina D'Ugo       | Max                       | Recurrente |            |            | Invitada   | Miembro de los "West 7" conectada a Cole y Ramse. |
| Amy Sloan          | Elena                     | Recurrente |            |            |            | Madre del hijo de Ramse |
| Scottie Thompson   | Miembro de los Mensajeros |            | Recurrente | Recurrente | Recurrente | Madre de Olivia y "El Hombre Pálido" |
| Andrew Gillies     | Dr. Adler                 | Invitado   | Recurrente | Recurrente | Recurrente | Científico del proyecto Splinter |
| Brooke Williams    | Hannah Jones "Zeit"       |            | Recurrente | Recurrente | Recurrente | Hija de Katarina Jones y miembro de "Las Hijas" |
| Jay Karnes         | Robert Gale               |            | Recurrente | Recurrente | Recurrente | Un astuto agente del FBI de la década de 1940 que cree que una serie de horripilantes asesinatos pueden tener algo que ver con Cole, a quien sospecha podría no ser de esta época. Pasa a ser aliado de Cole y Cassandra, a quienes ayuda en futuras misiones |
| Michael Hogan      | Dr. Vance Eckland         |            | Recurrente |            |            | Un científico carismático e inteligente del futuro, quien mantiene una relación con Katarina. |
| Murray Furrow      | Dr. Lasky                 | Invitado   | Invitado   | Recurrente | Recurrente | Científico de Project Splinter |
| Faran Tahir        | Mallick                   |            |            | Recurrente | Recurrente | Un imponente y devoto ejecutor del Ejército de los 12 monos que reside en Titán |
| James Callis       | Athan Cole                |            |            | Recurrente | Invitado   | El hijo de Cole y Railly, criado por el Ejército de los 12 Monos para convertirse en su líder conocido como The Witness |
| Hannah Waddingham  | Magdalena                 |            |            | Recurrente |            | Miembro del Ejército de los 12 monos encargado de proteger a The Witness y que ha sido calificada de "implacable y expeditiva" en sus métodos |
| Abigail Hardingham | Emma "Marion Woods"       |            |            |            | Recurrente | Hija de Olivia |
| Julian Richings    | Julian Richings           |            |            |            | Recurrente | Asesor de Olivia |

## Episodios
| Temporada | Temporada | Episodios | Episodios | Emisión original    | Emisión original    |
| Temporada | Temporada | Episodios | Episodios | Primera emisión     | Última emisión      |
| --------- | --------- | --------- | --------- | ------------------- | ------------------- |
|           | 1         | 13        | 13        | 16 de enero de 2015 | 10 de abril de 2015 |
|           | 2         | 13        | 13        | 18 de abril de 2016 | 18 de julio de 2016 |
|           | 3         | 10        | 10        | 19 de mayo de 2017  | 21 de mayo de 2017  |
|           | 4         | 11        | 11        | 15 de junio de 2018 | 6 de julio de 2018  |

## Desarrollo
Syfy anunció el desarrollo de la adaptación televisiva de Doce monos por primera vez en julio del 2013, dando al proyecto una orden de piloto justo un mes después, el 26 de agosto de 2013. La producción comenzó en noviembre del mismo año. Pero la serie no avanzó hasta que el casting para Cole y Goines se hizo. El 4 de abril del 2014, Syfy ordenó la primera temporada, que sería de 13 episodios, contando el piloto grabado en el 2013. El piloto fue escrito por Terry Matalas y Travis Fickett, quien fue escritor de la serie Terra Nova. El piloto fue dirigido por Jeffrey Reiner, mientras que Natalie Chaidez fue la showrunner. La serie fue estrenada el 16 de enero del 2015.
Producida por Universal Cable Productions y Atlas Entertainment, tomando lugar en Toronto.

## Emisión
12 Monos se estrenó en Reino Unido el 27 de febrero del 2015. En Australia se estrenó el 19 de marzo de 2015. En ambos países se transmite por Syfy.

## Recepción
12 Monos ha recibido en general críticas positivas. El sitio web Rotten Tomatoes le otorga una aprobación del 74%, con el consenso crítico del sitio: «El viaje en el tiempo sin sentido en 12 Monos hace que sea menos visible que su material original, pero la ejecución de alta calidad y los personajes cool son de primera clase». La puntuación promedio del público en el sitio es del 85%. La segunda temporada sube el porcentaje de aprobación a un 92% y desciende a un 89% en la tercera. Por otra parte el sitio Metacritic le otorga un puntaje de 57 sobre 100, indicando «críticas mixtas». El público le da una puntuación de 8.0 sobre 10, señalando «críticas generalmente favorables», basado en 179 críticas.

## Premios y nominaciones
| Año  | Premiación                                  | Categoría                                                                   | Nominado(s)                             | Resultado | Ref    |
| ---- | ------------------------------------------- | --------------------------------------------------------------------------- | --------------------------------------- | --------- | ------ |
| 2015 | Golden Maple Awards                         | Revelación del año en serie de TV emitida en EE.UU                          | Emily Hampshire                         | Ganador   | [ 17 ] |
| 2015 | Saturn Awards                               | Mejor Sindicación / Televisión por Cable                                    | 12 Monkeys                              | Nominado  | [ 18 ] |
| 2015 | American Society of Cinematographers Awards | Logro excepcional en la cinematografía de un episodio en una serie regular  | David Greene (por "Mentally Divergent") | Nominado  | [ 19 ] |
| 2016 | Golden Maple Awards                         | Mejor actriz en serie de TV emitida en EE.UU                                | Emily Hampshire                         | Nominado  | [ 20 ] |
| 2016 | Sociedad canadiense de cinematógrafos       | Cinematografía de serie de TV                                               | David Greene (por "Divine Move")        | Ganador   | [ 21 ] |
| 2017 | Sociedad canadiense de cinematógrafos       | Cinematografía de serie de TV                                               | Boris Mojsovski (por "Fatherland")      | Nominado  | [ 22 ] |
| 2018 | American Society of Cinematographers Awards | Logro excepcional de cinematografía en una serie regular de la TV comercial | Boris Mojsovski (por "Thief")           | Ganador   | [ 23 ] |
| 2018 | American Society of Cinematographers Awards | Logro excepcional de cinematografía en una serie regular de la TV comercial | David Greene (por "Mother")             | Nominado  | [ 23 ] |